# Селони

Район, заселений селонами

Сели, Селони — балтійський народ, що жив до XV століття в Селонії на південному сході сучасної Латвії, а також на північному сході сучасної Литви. Говорили селонською мовою балтійської групи. Увійшли до складу латишів та литовців.

## Історія
Згадуються зі II століття.

## Похоронні ритуали
Померлих в IV—VI століття ховали в курганах, частіше не спалюючи. Останки збереглися погано. Нові могили часто руйнують старі. Похоронний інвентар скромний. Знаходять вузьколезі обухові сокири, поодинокі наконечники списів, ножі. У жіночих похованнях іноді трапляються діадеми з довгими витками на потилиці, шпильки, зрідка браслети, одиночні гривні.